# Christelle Graillot
Christelle Graillot, née le 23 mars 1971 à Paris, est une femme de télévision française, travaillant pour le groupe Canal+ (2001-2015) et  Vivendi (2015-2018).
Elle est désormais agent artistique.

## Biographie
Durant son enfance, Christelle Graillot passe cinq années à  Sainte-Maxime, Nice et Juan-les-Pins, avant de regagner Paris pour sa classe de sixième.
En 1993, elle est diplômée d'une maîtrise de Lettres et devient étudiante à l'école française des attachés de presse (EFAP).
Après avoir été chargée de la communication du coiffeur Alexandre de Paris, elle travaille pour l'agence  Pietri en 1994, qui s'occupe du lancement de la marque de vêtements Gap  en France. En 1999, elle rejoint l'agence que mannequinat Metropolitan models pour se consacrer à l'organisation d'un concours mondial de mannequins à Pékin.
En 2001, elle est repérée par Canal+ qui l'embauche en tant que responsable des programmes cryptés dans le clair, afin de donner envie aux téléspectateurs de s'abonner à la chaîne. L'année suivante, elle est responsable éditoriale des émissions L'Hypershow de Frédéric Beigbeder, Essaye encore ! et Maurad contre le reste du monde.
À partir de 2004, elle est chargée par Rodolphe Belmer, de la « cellule Repérage » pour dénicher les comiques, les chroniqueurs ou même les journalistes qui « permettront à la chaîne de prétendre à la palme de l'humour et de l'impertinence »,.
De nombreuses personnalités y sont repérées comme Guillaume Gallienne, Alex Goude, Julie Ferrier, Stéphane De Groodt, Camille Chamoux, Charlotte Le Bon, Tom Villa, Doria Tillier, Camille Cottin  ou encore Kyan Khojandi.
Après quinze ans passés à Canal+, Christelle Graillot travaille désormais à son compte pour dénicher des talents, en étant directrice artistique et agent pour les agences Artmédia et L'Amepresario. 